# Spigelia leiocarpa
Spigelia leiocarpa är en tvåhjärtbladig växtart som beskrevs av George Bentham och Francisco Javier Fernández Casas. Spigelia leiocarpa ingår i släktet Spigelia och familjen Loganiaceae. Inga underarter finns listade i Catalogue of Life.